# Kostel Saint-Martin-des-Champs
Kostel Saint-Martin-des-Champs (neboli svatého Martina v polích) je katolický farní kostel v 10. obvodu v Paříži, v ulici Rue Albert-Thomas postavený v letech 1854–1856.

## Historie
Kostel Saint-Martin-des-Champs byl postaven během Druhého císařství v letech 1854–1856 z finančních prostředků poskytnutých místními obyvateli. Architektem byl Paul Gallois. Stavba byla původně zamýšlena jako dočasná, ale přesto slouží dodnes svému účelu.
V roce 1881 Moisseron a André d'Angersovi vytvořili dubové chórové lavice. Zdejší varhany postavil Aristide Cavaillé-Coll. V roce 1933 architekt Vaudry připojil malou zvonici. Kostel obsahuje obrazy malířů Villého a Henriho Lerolla (1848–1929), které představují život svatého Martina z Tours.